# 布涅
布涅（Bune）所羅門王72柱魔神中排第26位的魔神，位階公爵，統帥30個軍團。是一个长着狗头、人头与狮鹫头的三头龙，可使人富有，令人聪颖雄辩，给人真知。 